# Francisco José de Jaca
Francisco José de Jaca (* 1645 in Aragon, Spanien; † 1690) war Angehöriger des Kapuzinerordens und Missionar. Zusammen mit seinem Mitbruder Epifanio de Moirans kämpfte er für die Rechte der aus Afrika deportierten Sklaven in den spanischen Kolonien.

## Leben
Francisco José de Jaca trat 1665 dem Orden der Kapuziner bei. Nach dem Noviziat und dem Philosophie- und Theologiestudium wurde er (spätestens) 1672 zum Priester geweiht. 1676 entsandte sein Orden ihn als Missionar in die Audiencia Santo Domingo, und zwar zunächst in die Llanos im heutigen Venezuela, später in die Mission am Golf von Darién.
Auf einer Reise sah Jaca 1678 bei einem Aufenthalt in Cartagena de Indias mit eigenen Augen die Grausamkeit des Sklavenhandels, ein Eindruck, der ihn nicht mehr losließ. Als er nach Caracas, in die Hauptstadt der Provincia de Venezuela, zurückkehrte, begann er dort, gegen den Sklavenhandel und die Verbrechen an den Sklaven zu predigen. Er schrieb daraufhin an König Karl II. und schilderte, was er erlebt hatte. Jaca nahm für sich in Anspruch, sich unter Umgehung des üblichen Instanzenweges unmittelbar an den König wenden zu dürfen, da es um das Leben und die Rechte der Sklaven ging.
Im Juni 1681 kam Jaca nach Havanna. Im dortigen Hafen lernte er Epifanio de Moirans kennen, der über Cumaná aus Cayenne gekommen war. Ihr Zusammentreffen empfanden beide als eine „Vorsehung Gottes“, denn sie waren vom selben Anliegen beseelt. Sie predigten gegen den Sklavenhandel und die Sklaverei:
1. Alle Menschen sind von Natur aus frei.
2. Der Sklavenhandel ist Unrecht und eine Sünde.
3. Der Besitz von Sklaven ist Unrecht und eine Sünde.
4. Die Sklavenhalter sind daher vor ihrem Gewissen verpflichtet, ihre Sklaven freizulassen.
5. Um der Gerechtigkeit willen sind sie verpflichtet, die Sklaven für den Wert ihrer Arbeit zu entschädigen, also den Lohn nachzuzahlen.

Demgemäß verweigerten sie Sklavenhaltern bei der Beichte die Absolution und schlossen sie auch von den übrigen Sakramenten aus. Zudem verfassten sie Denkschriften zu ihrem Anliegen. Jaca schrieb die für den König bestimmte Feststellung über die Freiheit der Neger und ihrer Nachkommen, im Zustand der Heiden und später als Christen (Resolución sobre la libertad de los negros y sus originarios, en estado de paganos y después ya cristianos), die auf den 28. August 1681 datiert ist und die er auch danach überarbeitete. In der Resolution widerlegt er die zur Rechtfertigung der Sklaverei vorgebrachten Gründe, zum einen aus der Naturrechtslehre, dem Völkerrecht und der Bibel, zum anderen mit theologischen Argumenten. Dabei stützt er sich auf eine Fülle von Zitaten von Philosophen und Theologen sowohl der Antike (Aristoteles, Augustinus) wie auch der Neuzeit (Tomás de Mercado, Francisco de Vitoria, Domingo de Soto, Luis de Molina und Juan de Solórzano).
Mit ihren Predigten und Schriften erregten Jaca und Moirans den Widerstand der Sklavenhalter und von Teilen der kirchlichen Hierarchie. Sie wurden des Aufrufs zum Aufruhr bezichtigt und auf Befehl des Gouverneurs am 17. Januar 1682 in Untersuchungshaft genommen, zunächst im Hospital de San Juan de Dios in Havanna, dann in der Festung Fuerza Vieja in Havanna. Bemerkenswert ist, dass sie nicht aufgefordert wurden, ihre Aussagen zu widerrufen.
Jaca und Moirans kämpften auch in der Zeit der Haft für ihr Anliegen. Sie schrieben unter anderem an den Consejo de Indias und an die Römische Inquisition. Eine Liste der Manuskripte, an denen sie während ihrer Gefangenschaft arbeiteten, ist erhalten und zeugt von ihrer unverminderten Produktivität.
Die Behörden in Havanna entschieden, die Untersuchung in Spanien fortsetzen zu lassen. Nach ihrer Ankunft in Cadiz im September 1682 schickten Jaca und Moirans einen Bericht über die Gräuel der Sklaverei an Propaganda Fide. Am 10. Oktober 1682 beriet die Generalkongregation der Propaganda Fide (die üblicherweise in Anwesenheit des Papstes tagte) erstmals über das Vorbringen der beiden Kapuziner. Diese waren derweil in wechselnden Konventen ihres Ordens untergebracht, die sie nicht verlassen durften. Das gegen sie eingeleitete Verfahren war bestimmt von einem Tauziehen zwischen den königlichen Instanzen (die nach staatlichem Recht vorgehen wollten) und den päpstlichen Gesandten (die darauf pochten, dass die beiden als Ordensleute der kirchlichen Rechtsprechung unterstünden). Es endete 1683 mit ihrer Freilassung. Dazu hatte nicht zuletzt beigetragen, dass zahlreiche Kleriker sich für Jaca und Moirans eingesetzt hatten und – zum Unwillen ihrer Widersacher – bewirkten, dass ihr „Fall“ öffentlich blieb.
Im Frühjahr 1685 konnten Jaca und Moirans ihr Anliegen der Römischen Kurie vortragen. Sie baten, 11 Sätze zu verurteilen, die den Sklavenhandel und die Sklavenhaltung billigten. Dies geschah: Durch ein Dekret vom 20. März 1686 verurteilte die Römische Inquisition diese 11 Sätze (mit geringen Einschränkungen) – ein Meilenstein.
Die Sklavenhalter sorgten allerdings dafür, dass in den Kolonien, also da, wo es darauf ankam, die Verurteilung der Sklaverei durch die Inquisition fast folgenlos blieb. Stattdessen dauerte die Praxis der Sklaverei fort. Den spanischen Behörden gelang es zu verhindern, dass die „giftigen“ Schriften von Jaca und Moirans verbreitet wurden. Sie blieben im Archivo General de Indias unter Verschluss. Jaca und Moirans hatten darum gebeten, in die Mission in Amerika zurückkehren zu dürfen. Doch dieser Wunsch wurde ihnen verwehrt. Ein Brief von Jaca vom 23. Oktober 1689 ist sein letztes (bisher) bekanntes Lebenszeichen.

## Nachleben
Francisco José de Jacas Resolución war die bis dato entschiedenste und argumentativ stärkste Anklage gegen die Sklaverei. Der Historiker Thomas Weller nannte Epifanio de Moirans und Francisco José de Jaca eine „Zwei-Mann-Bewegung“ am Anfang des Kampfes für die Abschaffung der Sklaverei. Ihre Biographien und ihr Werk, die in Vergessenheit geraten waren, wurden seit Ende der 1970er Jahre von spanischen und lateinamerikanischen Historikern und Theologen „wiederentdeckt“ und intensiv erforscht, allen voran durch die Dissertation von José Tomás López García von 1982 und durch den Kapuziner Miguel Anxo Pena González.

## Schriften
- Francisco José de Jaca: Resolución sobre la libertad de los negros y sus originarios, en estado de paganos y después ya cristianos. La primera condena de la esclavitud en el pensamiento hispano. Historisch-kritische Ausgabe von Miguel Anxo Pena González (= Corpus Hispanorum de Pace, Zweite Folge, Bd. 11). Consejo Superior de Investigaciones Científicas (CSIC), Madrid 2002, ISBN 84-00-08115-3 (im Anhang: Briefe und Berichte von Jaca an König Karl II., an den Consejo de Indias, an die Römische Inquisition, an Propaganda Fide und an den Nuntius in Spanien).

## Weblink
- Stefanie Hardick: Unfairer Handel auf der Homepage der Leibniz-Gemeinschaft